# XVII Concurs de castells de Tarragona
El XVII Concurs de castells de Tarragona se celebrà a la plaça de braus de Tarragona, actual Tarraco Arena Plaça, el 4 d'octubre de 1998, organitzat pel Patronat de Castells de Tarragona.

## Concurs
Es tracta d'un dels concursos més ajustats de la història, resolt a favor dels Castellers de Vilafranca per un marge escàs de 20 punts d'avantatge sobre la Colla Vella dels Xiquets de Valls. Val a dir que per primera i única vegada a la història dels concursos de castells, un castell de gamma extra com el 2 de 9 amb folre i manilles no va puntuar per no trobar-se entre els 3 més importants de la colla que el realitzava. A efectes pràctics doncs, la colla vilafranquina i la colla vallenca realitzaren la mateixa actuació (4d9fa, pd8fm, 5d9f) tot i que els del Penedès descarregaren el castell de més valor, mentre els de l'Alt Camp només el carregaren, i viceversa amb el de dificultat immediatament inferior.
Cal destacar que Colla Vella de Valls carregà per primera vegada a la seva història el 4 de 9 amb folre i l'agulla, castell que els vilafranquins havien carregat l'any 1995 i descarregat l'any 1996. La Vella també carregà per primera vegada en el segle XX el pilar de 8 amb folre i manilles, que els verds havien carregat l'any 1995 i descarregat l'any 1997.
En tercera posició es classificà una de les colles locals, la Colla Jove Xiquets de Tarragona, amb dos castells de nou carregats, però lluny de les dues colles capdavanteres.
Cal destacar que en aquest concurs els Xiquets de Tarragona es convertiren en una colla de nou, ja que carregaren per primera vegada a la seva història el 3 de 9 amb folre, en el que era el cinquè intent de la colla.

## Classificació
| 1r.  | Castellers de Vilafranca                 | 2d9fm, 4d9fa (i), 4d9fa*, pd8fm (c), 5d9f (c)   | 26.410 |
| 2n.  | Colla Vella dels Xiquets de Valls        | 5d9f, 4d9fa (c), pd8fm (i), pd8fm (c)*, 4d9 (i) | 26.390 |
| 3r.  | Colla Jove Xiquets de Tarragona          | 3d9f (c), 4d9f (c)*, 4d8a, 4d9 (i)              | 16.717 |
| 4t.  | Colla Joves Xiquets de Valls             | 4d9 (i), 4d9f*, 3d9f, 4d9 (i), 2d8f             | 16.337 |
| 5è.  | Xiquets de Tarragona                     | 3d8, 2d8f, 3d9f (c)*, pd7f (c)                  | 14.077 |
| 6è.  | Castellers de Barcelona                  | 4d8, 2d8f (c), 3d7s                             | 8.620  |
| 7è.  | Capgrossos de Mataró                     | 5d7, 2d7, 4d8, 3d7s                             | 7.200  |
| 7è.  | Castellers de Terrassa                   | 4d8, 2d7, 3d7s                                  | 7.200  |
| 9è.  | Xiquets de Reus                          | 3d8 (c), 4d8 (i), 4d7a (id), 4d7a*, 5d7         | 6.450  |
| 10è. | Castellers de Sants                      | 5d7, 4d8 (i), 4d7a, 2d7                         | 5.420  |
| 11è. | Castellers de Cornellà                   | 5d7, 4d7a, 3d7s                                 | 5.120  |
| 11è. | Castellers de Lleida                     | 4d7a, 5d7, 3d7s                                 | 5.120  |
| 13è. | Nens del Vendrell                        | 5d7, 4d7a (c)*, 2d7 (c), 3d7s (i)               | 4.918  |
| 14è. | Xiquets del Serrallo                     | 3d7s, 4d8 (id), 3d7, 4d7a                       | 4.620  |
| 15è. | Colla Castellera de Sant Pere i Sant Pau | 5d7, 4d7a, 3d7, 2d7 (i)                         | 4.340  |
| 16è. | Colla Jove de Castellers de Sitges       | 5d7, 4d7a, 3d7s (i), 3d7                        | 4.340  |
| 17è. | Ganxets de Reus                          | 5d7, 2d7 (id), 4d7a, 4d8 (id), 4d8 (i), 3d7     | 4.340  |
| 18è. | Marrecs de Salt                          | 4d7, 5d7, 4d7a, 3d7s (i), 3d7s (i)              | 4.120  |

Llegenda: a:agulla, ps:per sota, f:folre, m:manilles, p:puntals. (i):intent, (id): intent desmuntat, (c):carregat, *:castell amb penalitzacions.